# مريم فخر الدين
مريم فخر الدين (8 سبتمبر 1933 – 3 نوفمبر 2014)، ممثلة مصرية لقّبت بـحسناء الشاشة. ولدت بمدينة الفيوم لأب مصري من أصول سعودية من مواليد جدة وأم مجرية وهي الأخت الكبرى للفنان يوسف فخر الدين.
بدأت بالتمثيل بالصدفة عندما تعاقد معها المصور عبده نصر والمخرج أحمد بدرخان على التمثيل في أول أفلامها ليلة غرام، ثم واصلت مسيرتها السينمائية، وتعتبر صاحبة الرقم القياسي في عدد البطولات حيث قامت ببطولة أربعمائة فيلم، وإلى جانب التمثيل أنتجت أيضا 9 أفلام.
حصلت على عدة جوائز، أولها الجائزة الأولى في التمثيل عن دورها في فيلم لا أنام، ونالت حوالي 500 شهادة تقدير وجدارة من جهات فنية عديدة.

## عن حياتها

مريم فخر الدين بصحبة والدتها.

ولدت مريم فخر الدين في 8 سبتمبر 1933 في مدينة الفيوم، والدها كان يعمل مهندس ري، ووالدتها باولا مجرية الأصل تعرّف بها والدها وتزوجها أثناء سفرها بالخارج، لها شقيق واحد هو الممثل يوسف فخر الدين، تلقت تعليمًا في المدرسة الألمانية بباب اللوق وحصلت على شهادة تعادل البكالوريا، وهي تجيد سبع لغات هي اللغة الإنجليزية والفرنسية والألمانية والمجرية وغيرها.
بعد أن حصلت على شهادة البكالوريا من المدرسة الألمانية، فازت عن طريق مجلة (ايماج) الفرنسية بجائزة أجمل وجه وهو الاعتراف الذي أهّلها لأن تقوم بدور البطولة في أول أفلامها السينمائية.
اشتهرت في السينما العربية وخاصة في فترة الخمسينات والستينات في أدوار الفتاة الرقيقة الجميلة العاطفية المغلوبة على أمرها وأحيانا كثيرة التضحية ولكنها نجحت من حين لآخر في أن تخرج من دور هذه الشخصية النمطية.
مع مطلع السبعينات اختلفت بحكم السن أدوار مريم فخر الدين على الشاشة وأصبحت تقوم بأدوار مختلفة تماما كدورها الشهير في فيلم الأضواء عام 1972 وقبله دور الأم في فيلم بئر الحرمان عام 1969. بعد زواجها من فهد بلان عملت معه في بعض الأفلام ولكنها بعد الانفصال عادت إلى مصر لتأخذ مكانها في أدوار الأم الجميلة.
تعتبر الفنانة مريم فخر الدين من الممثلات المحبات لعملهن والمخلصات له حيث ظلت طوال حياتها الفنية تعمل دون انقطاع لتخرج من نجاح إلى آخر، كما قامت خلال هذه الرحلة الممتدة بإنتاج وبطولة ثلاثة أفلام هي (رنة الخلخال) عام 1955 و(رحله غرامية) و(أنا وقلبى) عام 1957 بجانب أشهر أفلامها التي نذكر منها (الأرض الطيبة) عام 1954 و(رد قلبي) عام 1957 و(حكاية حب) عام 1959 و(البنات والصيف) عام 1960 و(القصر الملعون) عام 1962 و(الأيدي الناعمة) عام 1963 و(طائر الليل الحزين) عام 1977 و(شفاه لا تعرف الكذب) عام 1980 و(زيارة سرية) عام 1981 و(بصمات فوق الماء) عام 1985 و(احذروا هذه المرأة) عام 1991 و(النوم في العسل) عام 1996.

## حياتها الشخصية
في عام 1952 تزوجت من المخرج محمود ذو الفقار وأصبحت قاسمًا مشتركًا في أفلامه وأنجبت منه ابنتها إيمان، واستمر زواجهما إحدى عشرة سنة حيث تطلقا في عام 1963، ثم تزوجت مرة ثانية من الدكتور محمد الطويل بعد 3 شهور من طلاقها من محمود ذو الفقار وأنجبت منه ابنها محمد واستمر زواجهما 4 سنوات. وفي عام 1968 سافرت إلى لبنان وتزوجت هناك من المطرب السوري فهد بلان إلا أن زواجهما لم يدم طويلاً بسبب مشاكل أبنائها معه، وبعد طلاقها من فهد بلان تزوجت من شريف الفضالي ليكون زوجها الرابع، وظلت معه فترة ثم تطلقا.

## أعمالها
عملت في أكثر من 240 فيلما، كما أنها هاجمت وبشدة السينما المصرية ما بعد فترة التسعينيات  منها:

## وفاتها
توفيت مريم فخر الدين في 3 نوفمبر 2014 على إثر سكتة دماغية أصابتها.

## وصلات خارجية
- مريم فخر الدين على موقع IMDb (الإنجليزية)
- مريم فخر الدين على موقع الدهليز
- مريم فخر الدين على موقع قاعدة بيانات الأفلام العربية
- مريم فخر الدين على موقع قاعدة بيانات الفيلم (الإنجليزية)
- مريم فخر الدين على موقع كينوبويسك (الروسية)